# Sortowanie topologiczne
Sortowanie topologiczne skierowanego grafu acyklicznego – liniowe uporządkowanie wierzchołków, w którym jeśli istnieje krawędź skierowana prowadząca od wierzchołka {\displaystyle x} do {\displaystyle y,} to {\displaystyle x} znajdzie się przed wierzchołkiem {\displaystyle y.}
Innymi słowy, każdy wierzchołek poprzedza wszystkie te wierzchołki, do których prowadzą wychodzące od niego krawędzie.
Wierzchołki w każdym grafie acyklicznym skierowanym można posortować topologicznie na jeden lub więcej sposobów.

## Zastosowanie
Sortowanie topologiczne pozwala na ustalenie kolejności wykonywania jakichś operacji (czynności), np. służy do ustalenia poprawnej kolejności instalacji w automatycznym uzupełnianiu zależności pakietów w systemach uniksopodobnych. Prostszym przykładem może być kolejność czynności potrzebnych do upieczenia ciasta.
Poszczególne czynności są reprezentowane jako wierzchołki, a zależności pomiędzy nimi – jako krawędzie. Jeśli krawędź prowadzi od A do B, to znaczy, że czynność A musi zostać wykonana przed czynnością B.
Zdarza się, że wykonanie jakiegoś zadania musi być poprzedzone wykonaniem innego (np. zanim obierzemy ziemniaki, musimy je kupić), ale równie dobrze czynności mogą zostać wykonane równocześnie lub w dowolnej kolejności (np. przed upieczeniem ciasta musimy kupić mąkę i jajka, choć nie ma znaczenia kolejność kupowania składników). Wynika z tego możliwość ustalenia więcej niż jednego topologicznego porządku wierzchołków dla niektórych grafów.
|  | Wierzchołki przedstawionego na rysunku grafu można posortować topologicznie na kilka sposobów, np. - 7,5,3,11,8,2,10,9 - 7,5,11,2,3,10,8,9 - 3,7,8,5,11,10,9,2 |

## Algorytmy
Najpopularniejsze algorytmy sortowania topologicznego działają w czasie Θ(|V|+|E|).

### Usuwanie wierzchołków „niezależnych”
Jeden z takich algorytmów polega na stopniowym usuwaniu z grafu wierzchołków o stopniu wchodzącym 0 wraz z wychodzącymi z nich krawędziami. Kolejność, w jakiej wierzchołki będą usuwane, jest poszukiwanym rozwiązaniem.
Jeśli po usunięciu wszystkich takich wierzchołków (wraz z krawędziami) graf nie pozostanie pusty, oznacza to, że zawiera cykle.
By zastosować powyższy algorytm, należy wykorzystać kontener, w którym przechowywane będą wierzchołki do usunięcia.
```
Q ← Kolejka z wierzchołkami o stopniu wchodzącym równym 0

dopóki
 Q jest niepusta 
rób

    usuń wierzchołek n z przodu kolejki Q
    wypisz n
    
dla każdego
 wierzchołka m o krawędzi 
e
 od n do m 
rób

        usuń krawędź e z grafu
        
jeżeli
 do m nie prowadzi żadna krawędź 
to

            wstaw m do Q

jeżeli
 graf ma krawędzie 
to

    wypisz komunikat o błędzie (graf zawiera cykl)
```

Zważywszy na częste istnienie wielu rozwiązań problemu sortowania, Q nie musi być kolejką – równie dobrze może być stosem, kolejką priorytetową lub zwykłą tablicą.

### Wykorzystanie algorytmu DFS
Kolejny algorytm, którym można się posłużyć, to DFS. Wystarczy, że podczas wykonywania jego tradycyjnej wersji będziemy na początek listy dodawać aktualnie przetworzony wierzchołek, a otrzymamy listę w pożądanym porządku.
```
L ← Lista wierzchołków posortowanych w kolejności topologicznej 

dla każdego
 wierzchołka 
rób

    jeśli nie był jeszcze odwiedzony, ustaw jako odwiedzony
        
dla każdej
 krawędzi z niego wychodzącej 
rób

           jeśli prowadzi do nieodwiedzonego jeszcze wierzchołka
               przetwórz wierzchołek rekurencyjnie 
        wstaw wierzchołek na początek listy    
```